# Radosław Marcinkiewicz
Pour les articles homonymes, voir Marcinkiewicz.
Radosław Marcinkiewicz est un lutteur polonais né le 1er mars 1986.

## Palmarès

### Jeux européens
- Médaille de bronze en moins de 86 kg en 2015 à Bakou,  Azerbaïdjan